# Aven de la Forestière
L'aven de la Forestière est une grotte située à Orgnac-l'Aven, en Ardèche (région Auvergne-Rhône-Alpes, France). Il a été exploré pour la première fois en février 1966. Il ne doit pas être confondu avec l'aven d'Orgnac, qui se trouve à quelque distance dans la même commune.

## Localisation
L'aven de la Forestière se situe au nord-ouest du bourg d'Orgnac. Il est accessible par la route D217 qui relie Orgnac-l'Aven à Labastide-de-Virac, d'où on peut atteindre Vallon-Pont-d'Arc. En venant d'Orgnac, on y accède par une route qui se détache à gauche à environ 3,5 km.
Bien que cette grotte se trouve sur le territoire de la commune d'Orgnac-l'Aven, elle appartient au domaine privé de la commune voisine d'Issirac qui possède à cet endroit un bois communal.

## Description
La grotte présente de riches cristallisations. Une particularité rare est constituée par les racines d'arbres qui percent les plafonds.
« La Forestière est le plus important refuge – ou peut-être piège – de l'hexagone : ours, chevaux, bisons, rennes, rhinocéros laineux, cerfs, loups ; le gisement date de la dernière glaciation, dite de Würm… » Les ossements retrouvés sont exposés sur le site, de même que les restes d'espèces cavernicoles.

## Historique
La grotte a été explorée pour la première fois le 19 février 1966 par le spéléologue Antoine Sonzogni, un enfant du pays.

## Tourisme
Accès payant, mais la grotte se visite librement (sans guide) avec des lampes frontales, sur un cheminement sécurisé.

Restauration légère, salée et sucrée. Aire de pique-nique. Mini-golf ; jeux pour enfants.